# Полибинское (озеро)
Полибинское — озеро на западе Тверской области, находится на территории Скворцовского сельского поселения Торопецкого района. Принадлежит бассейну Невы.
Озеро расположено в 11 километрах к западу от города Торопец. Находится на высоте 286,4 метров над уровне моря. Длина озера составляет 1,05 км, ширина до 0,4 км. Площадь водной поверхности — 0,3 км². Протяжённость береговой линии — 2,5 километра.
В северную часть Полибинского озера впадает небольшой ручей. Из юго-западного конца вытекает река Плотица (длина 4 километра), впадающая в озеро Добшинское. К юго-востоку от озера расположена деревня Полибино. К западу от Полибинского расположено несколько более мелких озёр. 